# Segunda División de Chile 1954
Segunda División de Chile 1954 var den första säsongen av den nationella näst högsta divisionen för fotboll i Chile, som vanns av O'Higgins Braden och gick således upp i Primera División (den högsta divisionen).

## Tabell
|  |     | Lag               | Poäng | M  | V  | O | F  | GM | IM | MSK |
|  | --- | ----------------- | ----- | -- | -- | - | -- | -- | -- | --- |
|  | 1.  | O'Higgins Braden  | 30    | 18 | 12 | 6 | 0  | 62 | 24 | +38 |
|  | 2.  | América           | 25    | 18 | 10 | 5 | 3  | 43 | 25 | +18 |
|  | 3.  | Thomas Bata       | 24    | 18 | 10 | 4 | 4  | 56 | 30 | +26 |
|  | 4.  | San Luis          | 24    | 18 | 11 | 2 | 5  | 35 | 23 | +12 |
|  | 5.  | Trasandino        | 20    | 18 | 9  | 2 | 7  | 44 | 37 | +7  |
|  | 6.  | Alianza           | 20    | 18 | 7  | 6 | 5  | 35 | 34 | +1  |
|  | 7.  | La Calera         | 12    | 18 | 4  | 4 | 10 | 33 | 43 | -10 |
|  | 8.  | UTE               | 11    | 18 | 4  | 3 | 11 | 30 | 50 | -20 |
|  | 9.  | Santiago National | 10    | 18 | 4  | 2 | 12 | 26 | 54 | -28 |
|  | 10. | La Cruz           | 4     | 18 | 1  | 2 | 15 | 25 | 69 | -44 |

|  | Uppflyttade till Primera División. |
|  | Nedflyttade.                       |